# Робот Шейкі
Робот Шейкі (англ. Shakey the Robot) — перший робот, який здатний самостійно функціонувати та аналізувати власні дії. Він був розроблений центром дослідження в галузі штучного інтелекту при Стенфордському дослідницькому інституті. Тепер знаходиться у Музеї комп'ютерної історії в Маунтін-В'ю, штат Каліфорнія.

## Команда розробників

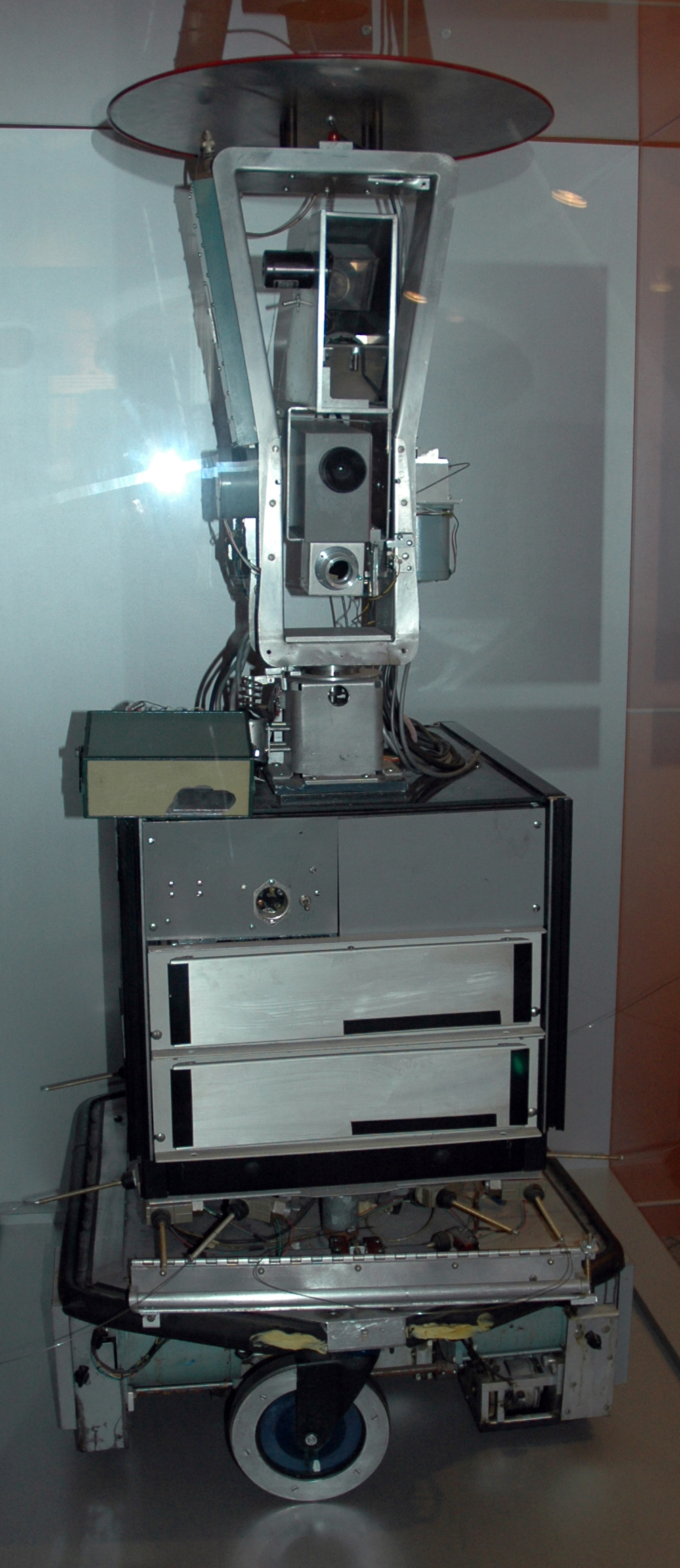
Робот Шейкі в Музеї комп'ютерної історії.

Керівником проєкту з 1966 по 1972 рік був Чарльз Розен. Разом з ним участь у розробках брали Дік Дуда, Мілт Адамс, Джеральд Глісон, Пітер Гарт, Джим Бера, Гелен Вольф, Тед Бреін та інші.
У 1969 показаний фільм про Шейкі, який продемонстрував його навички працювати у реальному середовищі : пересуватися, рухати предмети. Це зумовило появу ряду статей в журналах New York Times, Лайф, які називають Шейкі «першою електронною людиною». У листопаді 1970 року, журнал The National Geographic Magazine розглядає Шейкі у статті про майбутні перспективи розвитку комп'ютерних технологій.

## Технічні характеристики
На перших етапах розробок, робот керувався комп'ютером SDS 940, який придбали у 1966 році з пам’яттю у 65536 24-розряднних слів. Програмування здійснювалось на мовах Фортран і Лісп, деякі проблеми було вирішено за допомогою QA3[що це?]. Згодом для обчислювальних операцій використовувався комп'ютер PDP-10.
Коли знімався фільм, програми Шейкі зайняли більш ніж 300 000 36-розрядних слів (~ 1.35Mb).
Основні компоненти робота :
- телевізійна камера;
- далекомір;
- пристрій керування камери;
- антена для радіозв’язку;
- пристрій для управління зіткненнями;
- колеса.

## Фільм
Під час презентації 1969 року показали двадцяти чотирьох хвилинний фільм, режисерами якого виступили Гарт і Нільсон.
Всі кадри фільму відзнято у спеціально спорудженій кімнаті з великою кількістю перегородок, дверей і перешкод. Всі дії робота відстежує комп’ютер. 
Для введення команд англійською мовою використовуються телетайп. Сигнали від комп’ютера робот приймає антеною. Також здійснюється зворотний зв’язок.
У фільмі розповідається про декілька рівнів дій. 
- низький (англ. Low level action);
- проміжний (англ. Intermediate level action);
- комбінований.

До низького рівня відносять рухи і нахили окремих частин робота. 
До проміжного рівня відносять пересування деяких предметів, рух робота по кімнаті. Для нього характерно те, що він є програмованим, може виправляє помилки і неточності при сприйнятті.
На комбінованому рівні робот здатен вирішувати складніші задачі: оцінювати зміни в середовищі. Саме для такого роду задач використовується STRIPS. У фільмі є наступні кадри. Робот знаходиться у кімнаті А. Йому дано задачу – перемістити коробку у кімнаті С до дверей Д3. Робот спочатку розраховує шлях до перших дверей Д1, потім до Д2, а потім і до самої коробки . Дослідники ще ускладнюють задачу, під час переміщення робота, змінюють положення коробки в кімнаті. Робот реагує на такі зміни і наново розраховує шлях.

## Результати досліджень
Для вирішення досить простих проблем використовувались складні алгоритми. Так для уникнення перешкод використовувався метод планування «шлях точок».
Хоча проблеми, з якими стикався Шейкі потребували лише основного пошуку, дослідники розробили складний алгоритм під назвою «А*», який здатний працювати і в складніших умовах. Сьогодні «А*» використовується в розпізнаванні письмового тексту, комп'ютерних іграх (Lines).
У 1971 році Річард Файкс та Нільс Нільссон розробили алгоритм планування STRIPS (Stanford Research Institute Problem Solver). Ця система планування застосовувалась для вирішення ряду складних задач, наприклад, «ідіть до кімнати D, натисніть кнопку 9, що розташована біля дверей 4».
Поряд з цим було виконані експерименти з апаратним та програмним забезпеченням в інших областях. Основні напрямки роботи включали використання формального доведення теорем логіки першого порядку, символічних структур інформації для моделювання навколишнього середовища, результати візуального аналізу, а також план розробки розв'язання проблем системи на базі вищих логік.

## Нагороди
У 2004 році робот був віднесений до залу слави роботів — Robot Hall of Fame, головна мета якого — продемонструвати громадськості досягнення в галузі робототехніки. Разом з ним у цьому році відзначений почесним визнанням ASIMO (розроблений Honda Motor Co. Ltd)
Роботи того року відбиралися професіональним журі, які мали величезний досвід роботи в галузі технологій та наукової фантастики серед них: Стів Возняк, співзасновник Apple, Артур Кларк, Берклі.